# Samuele Bacchiocchi
Samuele Bacchiocchi (Roma, Itàlia, 29 de gener de 1938 – 21 de desembre de 2008) fou un teòleg italià, adventista del setè dia, conegut pel seu treball sobre el dissabte al cristianisme, particularment en la seva obra From Sabbath to Sunday. Va escriure llibres sobre la validesa de les festes del Senyor, situades a Levític 23. Es va posicionar en contra del rock i de la música cristiana contemporània, de les joies, de la celebració de Nadal i Pasqua, de certs estàndards de vestimenta i de l'alcohol.